# Som les nostres muntanyes
Som les nostres muntanyes (en armeni: Մենք ենք մեր սարերը; també Tatik Papik; Տատիկ և Պապիկ) és un gran monument al nord de Stepanakert, la ciutat capital de l'autoproclamada República d'Artsakh.
L'escultura, acabada al 1967 per Sargis Baghdasaryan i Safi Garayev, es considera un símbol de l'herència armènia de la regió d'Alt Karabakh. El monument està fet de tova volcànica, i representa un home i una dona tallats en la roca, que simbolitzen els habitants de les muntanyes de Karabakh. El nom Tatik- papik en armeni es tradueix com 'l'àvia i l'avi'. L'estàtua destaca en l'escut d'armes de l'Alt Karabakh.
L'aparició de l'escultura en un vídeo abans d'una actuació en Eurovisió l'any 2009 fou el primer de diversos conflictes polítics durant la competència entre Armènia i l'Azerbaidjan.
l'Azerbaidjan té un historial de destrucció del patrimoni cultural armeni, i això ha generat preocupació internacional que potser demolirà el monument després d'ocupar iassassinar població de l'Alt Karabakh al setembre del 2023.